# Grottes de Stadsaal
Les grottes de Stadsaal (ou Stadtsaal) sont situées dans les Cederberg, en Afrique du Sud. 

## Histoire
Les grottes furent utilisées comme abri à l’époque préhistorique, et d’anciennes peintures rupestres peuvent encore y être vues,,,,.
On estime l'âge des peintures rupestres à environ 1000 ans.